# 2005年3月

## 3月31日
- 2005年津巴布韦议会选举正式开始投票。国际在线
- Unicode 4.10 版本正式推出。 Unicode Press Release

## 3月30日
- 江丙坤率中国国民党参访团在南京拜谒中山陵。中国新闻网（页面存档备份，存于）

## 3月29日
- 越南举行越战胜利30周年纪念游行。人民网（页面存档备份，存于）
- 印尼蘇門答臘對出海床再度發生大地震。地震發生於當地時間午夜（中國時間凌晨1時），強度估計有8.2級。馬來西亞已發出海嘯警告。BBC news（页面存档备份，存于）
- 华人网上“全球华人大签名反对日本成为安理会常任理事国”活动签名者已超过1000万。（页面存档备份，存于）

## 3月28日
- 中国2004年度国家科学技术奖励大会举行。新浪网（页面存档备份，存于）

## 3月27日
- 中國六個大城市（北京、蘭州、南寧、合肥、成都和哈爾濱）的大學生聯手走進超市，在APP紙品的品牌貨架前抗議APP破壞雲南原始森林，並倡議更多的消費者以實際行動抵制APP紙品。 綠色和平中國[]
- 第24届香港电影金像奖揭晓。新华网
- 吉爾吉斯坦將於6月26日舉辦新總統選舉。 Wikinews
- 朝鮮中央通訊社宣佈承認朝鮮已爆發禽流感。鳳凰網（页面存档备份，存于）共同社[]

## 3月26日
- 台灣百萬人參與「民主和平護台灣」大遊行，隊伍分別自台北市各地遊行至總統府前聚集，對於中國意圖藉由制定「反分裂法」，以採取「非和平手段」作為威脅，嚴重侵害台灣人民前途自決權利，表達抗議。Wikinews（页面存档备份，存于） 中央社 東森新聞報（页面存档备份，存于）

## 3月25日
- 日本“爱知世博会”开幕式在爱知县举行。国际在线
- 吉尔吉斯斯坦议会任命反对派领导人巴基耶夫为代总统和代总理。新华网（页面存档备份，存于）

## 3月24日
- 吉爾吉斯反政府騷亂升級。群眾佔據政府大樓，總統阿卡耶夫下落不明。 明報

## 3月23日
- 澳大利亚加入亚足联。新华网（页面存档备份，存于）

## 3月22日
- 乌克兰总统尤先科已经签署了从伊拉克撤军的命令。中国新闻网（页面存档备份，存于）
- 阿拉伯国家联盟第17次首脑会议在阿尔及利亚首都阿尔及尔开幕。新华网（页面存档备份，存于）
- 聯合國秘書長科菲·安南正式提交有關聯合國改革放案的具體報告。鳳凰網（页面存档备份，存于）
- 吉爾吉斯斯坦爆發全國範圍的反政府示威騷亂。鳳凰網（页面存档备份，存于）

## 3月21日
- 《魔兽世界》中文版限量公开测试开始。人民网（页面存档备份，存于）
- 以巴冲突：以色列顺利完成了移交约旦河西岸城市图勒凯尔姆的安全控制权给巴勒斯坦。扬子晚报[]
- 香港国际机场被评选为全球最佳机场。人民网（页面存档备份，存于）

## 3月20日
- 日本福冈县以西海域当地时间3月20日上午10时50分左右发生里氏7级地震，已造成至少250人受伤。日本警察厅已派紧急救援队前往地震灾区救灾。新华网（页面存档备份，存于）新华网（页面存档备份，存于）
- 应中华人民共和国外交部长李肇星的邀请，美国国务卿赖斯20日下午抵达北京，开始她就任国务卿后对中国的首次访问。 新华网（页面存档备份，存于）

## 3月19日
- 法新社控告Google公司新闻服务显示了其受版权保护的图片和文章。要求索赔1750万美圆。路透社（页面存档备份，存于） CNN（页面存档备份，存于）

## 3月18日
- 中国社会科学院在北京发布《2005城市竞争力蓝皮书》，对除港澳台以外的中国二百个城市的竞争力作出了排名。上海排在第一。
- 法国、西班牙、俄罗斯、德国四国领导人在法国巴黎举行会晤，各方就世界范围内的一些热点话题交换看法，并接受新闻媒体的采访。凤凰网（页面存档备份，存于）

## 3月17日
- 水木清华BBS等中国大陆BBS开始依照有关方面的指示更改服务对象范围，将由开放型转为校内型，限制校外IP访问。此舉引發了許多人對於中國有意藉此進一步箝制言論自由，嚴密控制訊息管道的情形提出批評。
- 澳大利亚中场球员、目前效力于英超埃弗顿队的蒂姆·卡希尔当选为大洋洲足球先生。新华网（页面存档备份，存于）
- 中华民国立法院长王金平正式宣布参选中国国民党主席。新华网（页面存档备份，存于）

## 3月16日
- 美宇航局下属的喷气推进实验室说，卡西尼号发现土卫二有大气层。新华网（页面存档备份，存于）
- 透明国际发表《2005年全球腐败报告》，海地和孟加拉国被列为最腐败的国家，而最廉洁的国家是芬兰。
- 布什总统宣布，决定提名现任国防部副部长保罗·沃尔福威茨担任世界银行行长。文新传媒
- 日本岛根县议会表决通过了“竹岛日”的条例提案，正式把2月22日定为“竹岛日”。中国日报

## 3月15日
- 以色列举行大屠杀纪念馆新馆落成仪式。三门峡日报（页面存档备份，存于）
- 美国法院做出裁决，认定前世界通信公司首席执行官（CEO）伯纳德·埃贝斯罪名成立。中国日报
- 中国、菲律宾和越南在菲律宾首都马尼拉正式签署了《在南中国海协议区三方联合海洋地震工作协议》。文汇报（页面存档备份，存于）
- 世界自然基金会发出警告，由于全球变暖，喜马拉雅冰川已经成为全球退缩最快的冰川。新浪北美

## 3月14日
- 多哥传统反对派六党联盟经过近两周的协商后，指定埃马纽埃尔·鲍勃·阿基塔尼为六党参加2005年多哥总统选举的共同候选人，也是反对派参加总统选举的唯一候选人。新华网（页面存档备份，存于）
- 旨在资助最不发达国家互联网发展的世界数字团结基金在日内瓦正式启动。新华网（页面存档备份，存于）
- 为纪念爱因斯坦诞辰，英国推出了首张爱因斯坦原声CD：《阿尔伯特·爱因斯坦：1930年－1947年历史录音》。湖北电视台
- 上午九點二十四分，中華人民共和國第十届全国人民代表大会第三次会议以2896票贊成，0票反對，2票棄權的懸殊比例通过备受关注的《反分裂國家法》。中華民國行政院大陸委員會對此予以強烈譴責，台灣民間也普遍反對。凤凰网（页面存档备份，存于） 聯合新聞網（页面存档备份，存于） 中央通訊社

## 3月13日
- 中华人民共和国全国人民代表大会公告（第1号）決定任命胡锦涛当选中华人民共和国中央军委主席。鳳凰網（页面存档备份，存于） Reuters（页面存档备份，存于） NBC-WTSM（页面存档备份，存于）

## 3月12日
- 董建华被增选为中国政协第十届全国委员会副主席 SINA（页面存档备份，存于）

## 3月10日
- 多国科学家在《自然》杂志上公布了全球疟疾流行分布图。他们估计目前全世界有５亿多人感染了疟疾。新华网（页面存档备份，存于）
- 黎巴嫩反对派表示拒绝接受重新被提名为总理的卡拉米关于组成一个联合政府的呼吁，并指出再次授权卡拉米组阁会使黎巴嫩目前的危机继续拖延下去。嘉兴日报
- 马德里反恐国际峰会发表“马德里日程”反恐计划，提出了全球反恐计划和政治建议。嘉兴日报
- Google新闻改版，所有版本的Google新闻都增加了自定义功能
- 香港特別行政區長官董建華於香港時間今日下午五時半發表電視講話，表示自己因身體問題正式宣佈辭職，特別行政區長官職位將由曾蔭權代理，為期最長六個月。雅虎新聞

## 3月9日
- 美国宇航局下属的喷气推进实验室宣布，科学家们已初步完成了对卡西尼号飞船过去8个月所拍摄土卫六图像的分析。图像揭示这颗土星最大的卫星与地球有许多相似之处。黑龙江日报（页面存档备份，存于）

- 哥斯达黎加银行人质危机结束，九人死亡包括三匪徒。中国日报（页面存档备份，存于）
- 泰国现任总理他信·西那瓦在国会下议院举行的总理推选选举中当选下届总理。新华网（页面存档备份，存于）
- 朝鲜反對日本獲常任理事國 明報新聞網

## 3月8日
- 由于受到海牙国际刑事法庭的起诉，科索沃总理拉穆什・哈拉迪纳伊宣布辞职。BBC（页面存档备份，存于）
- 第59届联合国大会批准了联大法律委员会上月通过的《联合国关于人的克隆宣言》。新华网（页面存档备份，存于）
- 江泽民在十届全国人大三次会议辞去中华人民共和国中央军事委员会主席职务退休，由胡锦涛接任。中国新闻网（页面存档备份，存于）
- Google公司发布英文Google Desktop Search（GDS）正式版，同时推出GDS中文、韩文测试版。该英文正式版产品增加了众多功能，包括插件的使用。Google Blog（页面存档备份，存于）

## 3月7日
- 香港特区政府发言人表示，泰国政府最近经鉴证程序证实，3名在2004年印度洋大地震中失去联络的香港居民已罹难。至此，在印度洋海啸中罹难的香港居民增至15人。
- 百度和Google同时推出硬盘搜索的中文版。京华时报
- 台灣時間早上十一點，最高法院檢察署和刑事警察局聯合舉行"319正副總統槍擊案"記者會中發布重大消息，指稱槍擊案所在地台南市市民陳義雄涉有重嫌。但被指涉案兇嫌的陳義雄已在於2004年3月29日，也就是槍擊案發生後第十天身亡。聯合新聞網：319案偵破？！疑兇陳義雄 已溺斃（页面存档备份，存于）

## 3月6日
- 第十届香港电影“金紫荆奖”揭晓并举行颁奖仪式。周星驰执导的《功夫》获最佳电影奖；最佳男女主角奖分别被梁朝伟和刘若英获得。云南日报

## 3月5日
- 今晨台灣北部連續發生五次強烈地震，芮氏地震規模依序為4.2、5.9、5.0、4.7、4.2。起因是罕見的雙主震，在一分鐘內同時有兩場地震產生，以至於頭一波地震長達70秒。（東森新聞）（页面存档备份，存于）

## 3月4日
- 今年2月在伊拉克遭绑架的意大利《宣言报》女记者朱利亚娜·斯格雷纳当天在巴格达获释。另据意大利《宣言报》说，斯格雷纳在获释的过程中，她所乘坐的汽车遭到驻伊美军的枪击，斯格雷纳本人肩部受伤，并在巴格达一家医院接受了治疗。帮助斯格雷纳获释的一名意大利特工在枪击事件中被打死。（路透社）（页面存档备份，存于） （BBC）（页面存档备份，存于）。新华网（页面存档备份，存于）
- 联合国卫生组织警告说如不采取进一步行动防止蔓延，非洲感染爱滋病的人将会达到8千万。 （Health24） （WHO）（页面存档备份，存于）

## 3月3日
- 美国冒险家史蒂夫·福塞特驾驶试验性的“环球飞行者”号喷气式飞机完成世界上第一次单独驾驶飞机完成不间断环球飞行。新华网（页面存档备份，存于）

## 3月2日
- 蒋家第三代章孝严完成身份证改姓程序，即日起正式更名为“蒋孝严”。自由電子報
- 香港特首董建华宣布增补为全国政协委员。香港特区行政长官办公室
- 乌拉圭选举出180年来第一个左翼政府，总理瓦兹凯兹博士宣布和古巴恢复外交关系。拉丁社，新华社（页面存档备份，存于），BBC（页面存档备份，存于）
- 英国女王伊丽莎白二世加封美国微软比尔·盖茨为爵士。BBCArchive.today的存檔，存档日期2012-07-11
- 美国雅虎10周年生日，雅虎举行各种庆祝活动。YAHOO

## 3月1日
- 哥伦比亚政府发表公报宣布，批准把哥前第二大国际贩毒团伙卡利集团头目米格尔·罗德里格斯引渡到美国接受迈阿密联邦法庭审判。新华网（页面存档备份，存于）
- 中華民國總統陳水扁在歐洲議會的視訊連線中說在任內做不到將國號改為「台灣共和國」，此一說詞徹底踩到泛綠陣營痛腳。（BBC）（页面存档备份，存于）